# Dunkirk (Indiana)
Dunkirk è una città degli Stati Uniti d'America, situata nello Stato dell'Indiana e in particolare nella Contea di Jay.

## Storia

### Origini del nome
Le famiglie di Isaiah Sutton (1809–1865) e Willam Shrack (1807–1868) si insediarono qui in capanne di tronchi nell'ottobre del 1837. La casa di Isaiah fu la prima ad essere costruita, così la località venne chiamata Sutton Town per diversi anni.
Il piccolo centro abitato, formato da tre isolati, compare sulle mappe catastali del 1853 con il nome di Quincy.
La ferrovia arrivò nel 1857 e la stazione venne chiamata Dunkirk sebbene si trovasse a Quincy.
Quando fu installato l'ufficio postale esisteva già una località chiamata Quincy in Indiana, nella contea di Owen, e, per evitare equivoci, gli venne assegnato il nome di Dunkirk. Sutton richiese di conseguenza che anche il nome della piccola comunità venisse cambiato in Dunkirk.